# Vinícius Marinho
Vinícius Rodrigues Marinho (São Paulo, 4 de setembro de 2005) é um ator brasileiro. Iniciou seus estudos no teatro musical em 2017. Em 2019, foi aprovado para a sitcom Bugados, do canal Gloob que pertence a Rede Globo, onde trabalha atualmente, dando vida ao robô Tyron 667.  

## Estudos e carreira
Aos 12 anos, devido à ansiedade, foi colocado pelo pai na escola de teatro musical "Casa de Artes OperÁria", onde estudou interpretação, canto e dança. Após 1 mês, apaixonou-se pelo ramo e seguiu seus estudos, completando seu terceiro ano na instituição de ensino em 2020.
Logo após descobrir seu talento, foi indicado, através de seus contatos, para participar de um teste para integrar o grupo infantil musical "MusiCanto", sob a coordenação de Andréia Vitfer. Foi aprovado e pôde aprofundar seus estudos. Em seguida, passou a fazer aulas particulares de canto sob orientação de Andréia Vitfer, aprimorando suas técnicas vocais. Além disso, realizou um curso de dublagem em meados de 2019 com Cláudio Galvan. Veja abaixo alguns de seus trabalhos no teatro:
Family Talent Show: integrou o grupo de canto e dança que apresentou A Whole New World (Aladdin), realizado no Teatro Alfa em 2018.
Prêmio Reverência: participou da abertura do Prêmio Reverência 2018, no Teatro Alfa, que homenageou os melhores do teatro musical brasileiro.
Em 2019, estreou sua carreira na televisão, protagonizando a sitcom Bugados, do canal Gloob (Rede Globo); gravou 52 episódios, totalizando duas temporadas com 26 episódios cada. Atualmente, grava a 3ª e a 4ª temporadas, com previsão de término para meados do 2ª semestre de 2021.

## Bugados
A primeira sitcom infantil brasileira, Bugados, escrita por Luca Paiva Mello e André Catarinacho, conta a história de três personagens de videogame que saem do jogo para viver novas aventuras no mundo real. Vinícius Marinho interpreta o Tyron 667. O robô com erros de programação que adora pipoca é um dos cinco protagonistas da série.
Entre maio e junho de 2019, foram realizados os testes para a escolha dos atores e atrizes que dariam vida aos personagens. Segundo Luca Paiva Mello, " ele [Vinícius Marinho] virou robô nos primeiros dez segundos, era melhor do que a gente imaginou". 
As gravações da 1ª e 2ª temporada ocorreram entre julho e dezembro de 2019. As gravações da 3ª e 4ª temporadas iniciaram em novembro de 2020.
Em Bugados, Vinícius Marinho já contracenou com grandes atores, como Adriana Lessa, Eliana Guttman, Pascoal da Conceição, entre outros. 